# 瓦爾科拉

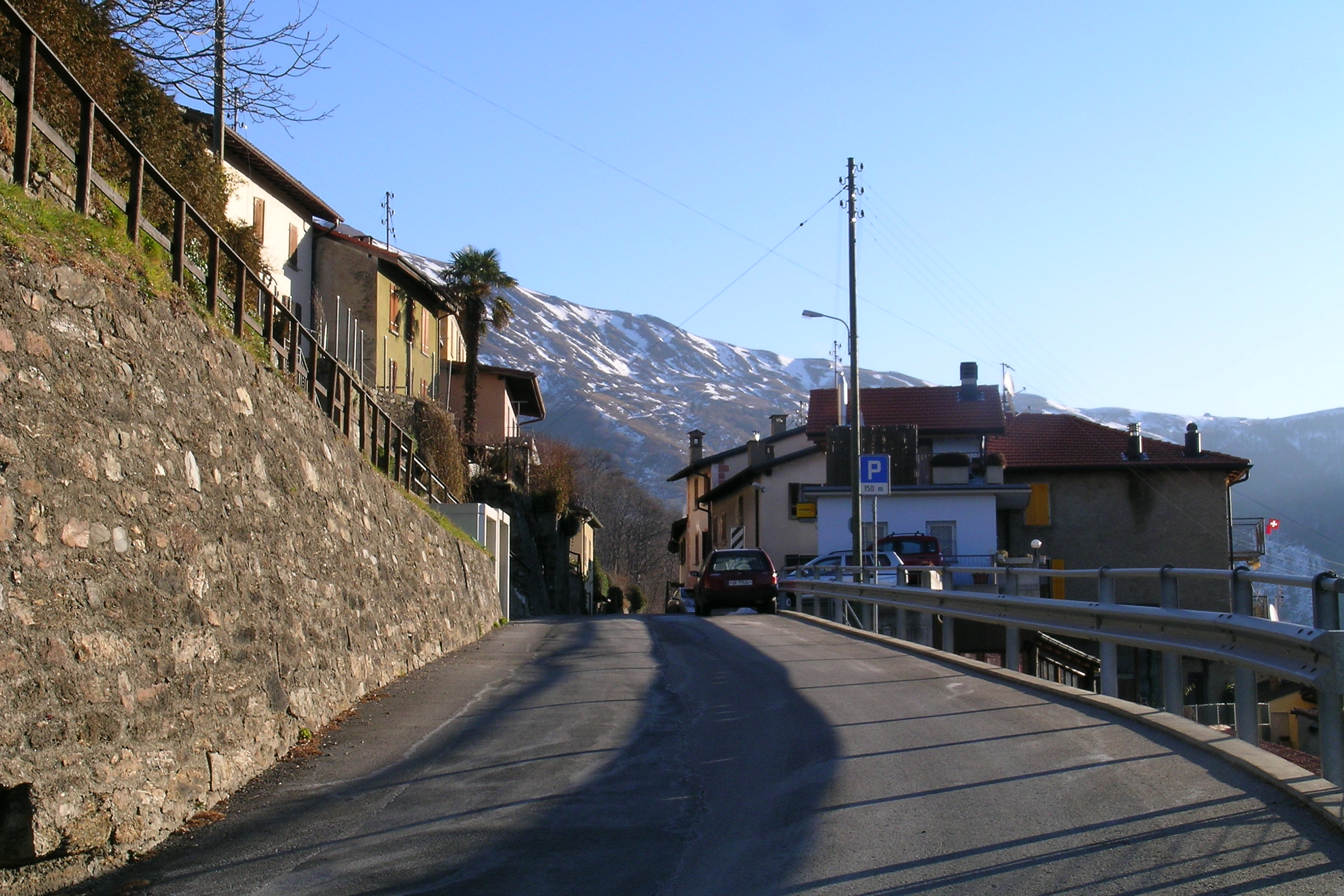

瓦爾科拉是瑞士的城鎮，位於該國南部，由提契諾州負責管轄，面積11.34平方公里，海拔高度972米，2011年人口629，八成人口信奉羅馬天主教，人口密度每平方公里55人。